# Pycnodictya
Pycnodictya is een geslacht van rechtvleugeligen uit de familie veldsprinkhanen (Acrididae). De wetenschappelijke naam van dit geslacht is voor het eerst geldig gepubliceerd in 1873 door Carl Stål.

## Soorten
Het geslacht Pycnodictya omvat de volgende soorten:
- Pycnodictya carvalhoi Mason, 1979
- Pycnodictya citripennis Saussure, 1888
- Pycnodictya dentata Krauss, 1902
- Pycnodictya diluta Ramme, 1929
- Pycnodictya flavipes Miller, 1932
- Pycnodictya galinieri Reiche & Fairmaire, 1849
- Pycnodictya gracilis Uvarov, 1936
- Pycnodictya herero Karny, 1910
- Pycnodictya kelleri Schulthess Schindler, 1894
- Pycnodictya kilosana Miller, 1929
- Pycnodictya obscura Linnaeus, 1758
- Pycnodictya thalassina Kirby, 1902
- Pycnodictya thomasseti Uvarov, 1929
- Pycnodictya zinae Uvarov, 1949